# Porta Maggiore

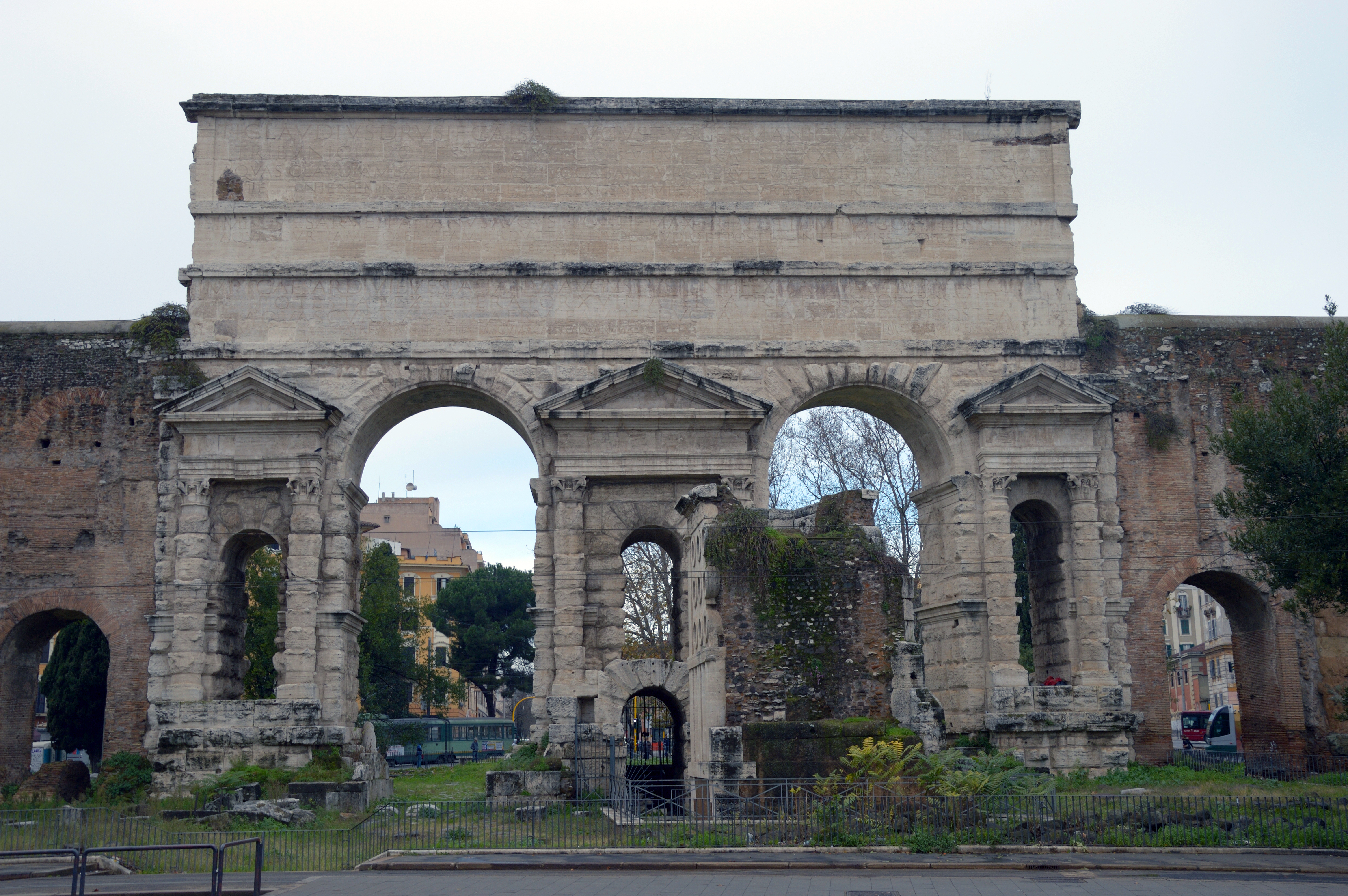
Porta Maggiore im Jahr 2014

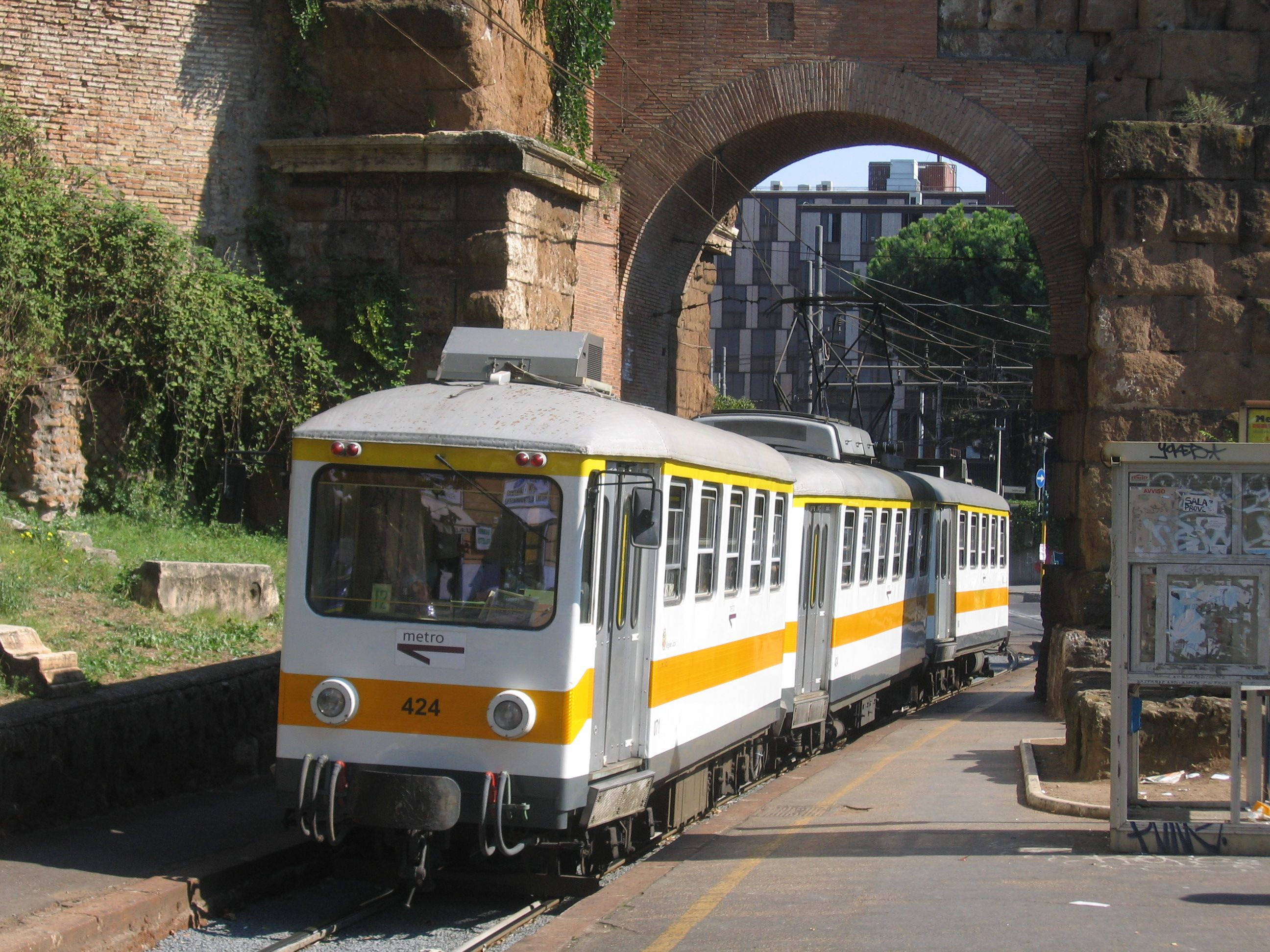
Überlandstraßenbahn Rom Laziali – Giardinetti bei der Durchfahrt durch die Porta Maggiore

Die Porta Maggiore (italienisch größeres Tor) ist eines von 18 größeren Stadttoren Roms.

## Baugeschichte
Ursprünglich war die Porta Maggiore ein herausgehobener Teil eines Aquäduktes. Dieser führte die Leitungen der Aqua Claudia (untere Röhre) und die des Anio Novus (obere Röhre) über die Straßen Via Labicana und Via Praenestina. Erbaut wurde die spätere Porta Maggiore im Jahre 52 n. Chr. im Auftrag von Kaiser Claudius, der die Aqua Claudia errichten ließ, um die Wasserversorgung Roms weiter zu verbessern.
Ende des 3. Jahrhunderts n. Chr. wurde die Aurelianische Mauer errichtet. Auf Grund der gebotenen Eile bei Errichtung der Mauer wurden eine Reihe bestehender Bauwerke, unter anderem auch die spätere Porta Maggiore, in diese integriert.
In unmittelbarer Nähe der Porta Maggiora befinden sich das Grabmal des Eurysaces und eine unterirdische Basilika, die möglicherweise von Neopythagoreern errichtet wurde.

## Name
Die Porta Maggiore trug zunächst den Namen Porta Praenestina, da diese Straße auf das Tor zuführt. Im Mittelalter erhielt das Tor jedoch seinen heutigen Namen, der den Pilgern anzeigt, dass sie, wenn sie durch dieses Tor Rom betreten, auf dem schnellsten Wege zur Kirche Santa Maria Maggiore gelangen.

## Heutige Bedeutung
Die Porta Maggiore bildet heute den Mittelpunkt eines größeren, gleichnamigen Platzes in Rom, der optisch durch die Ruine der Aurelianischen Mauer geteilt wird. Der Platz ist ein wichtiger Knoten- und Umsteigepunkt im Netz der römischen Straßenbahn. Besonders fallen hier die Fahrzeuge der Verbindung Roma Laziali–Giardinetti mit ihrer abweichenden Spurweite auf.